# Consonne pharyngale
Cette page contient des caractères spéciaux ou non latins. S’ils s’affichent mal (▯, ?, etc.), consultez la page d’aide Unicode.
Une consonne pharyngale ou, plus concisément, pharyngale, désigne, en phonétique articulatoire, une consonne dont le lieu d'articulation se situe au niveau du pharynx. Elle est réalisée par un mouvement de la base de la langue vers l'arrière, en direction du pharynx.
Le français standard ne comporte pas de pharyngale. Toutefois, certaines réalisation du phonème /r/ peuvent être pharyngalisée.

## Pharyngalisation
Une consonne possédant un autre lieu d'articulation peut être pharyngalisée, la base de la langue se rapprochant du pharynx au moment du relâchement de la consonne.

## Pharyngales de l'API
L'alphabet phonétique international comprend les pharyngales suivantes :
- fricatives
  - ħ, pharyngale fricative sourde
    - arabe classique : ح (lettre ḥāʾ)
    - hébreu : ח (lettre ḥeṯ)

  - ʕ, pharyngale fricative sonore
    - arabe classique : ع (lettre ʿayn)
    - hébreu : ע (lettre ʿayin)

Dans les faits, le phonème /ʕ/ des langues sémitiques n'est pas forcément réalisé [ʕ]. Les articles sur la prononciation de l'arabe et sur la prononciation de l'hébreu donnent davantage de détails
La pharyngalisation est notée par l'exposant ˁ.